# Kristianstads DFF
Maillots
Actualités
Le Kristianstads Damfotbollsförening, plus connu sous le nom de Kristianstads DFF est un club suédois de football féminin fondé en 1998 et basé à Kristianstad. Le club évolue en Damallsvenskan (première division suédoise).

## Histoire
Le club est fondé en 1998 à la suite de la fusion des sections féminines de Wä IF et de Kristianstads FF. Le club Wä IF jouait en première division depuis 1990, en 1994 il est relégué puis retourne au plus haut niveau en 1998, le Kristianstads FF jouait dans des divisions inférieures avant la fusion.
Le club joue dans la première division suédoise sous le nom Kristianstad / Wä DFF pendant trois années et en 2001 est relégué en deuxième division. En 2006, le club se renomme Kristianstads DFF.
En 2007, le club termine à la première place de la deuxième division et retourne en Damallsvenskan  en 2008.